# Cantone di Brignoles
Il Cantone di Brignoles è una divisione amministrativa dell'arrondissement di Brignoles.
A seguito della riforma complessiva dei cantoni del 2014 è passato da 6 a 12 comuni.

## Composizione
Prima della riforma del 2014 comprendeva i comuni di:
- Brignoles
- Camps-la-Source
- La Celle
- Tourves
- Le Val
- Vins-sur-Caramy

Dal 2015 comprende i comuni di:
- Brignoles
- La Celle
- Carcès
- Correns
- Cotignac
- Entrecasteaux
- Montfort-sur-Argens
- Rougiers
- Saint-Antonin-du-Var
- Tourves
- Le Val
- Vins-sur-Caramy